# Aeroportul Internațional Puerto Princesa
Aeroportul Internațional Puerto Princesa (IATA: PPS, ICAO: RPVP) este un aeroport din Western Visayas⁠(d), Filipine ce deservește zona Puerto Princesa⁠(d). Aeroportul a fost tranzitat în 2022 de 1.121.373 de pasageri. A fost numit după zona deservită.
Situat la o altitudine de 22 m, aeroportul dispune de 1 pistă. Este operat de Civil Aviation Authority of the Philippines⁠(d).

## Infrastructură

### Piste
Aeroportul dispune de o singură pistă. Pista are orientarea 09/27.